# Thérèse Brenet
Pour les articles homonymes, voir Brenet.
Œuvres principales
- Suite fantasque pour harpe celtique
- Chimères, concerto pour mandoline
- 3 poèmes symphoniques
- Clamavit, oratorio
...
Thérèse Brenet, née le 22 octobre 1935 à Paris, est une compositrice et pédagogue française.

## Biographie
Après un apprentissage du piano enfant notamment avec Marguerite Long et un passage par le Conservatoire de Reims (où elle obtient un premier prix de piano), Thérèse Brenet intègre en 1954 le Conservatoire de Paris. 
Jusqu'en 1965, elle y reçoit entre autres l'enseignement de Maurice Duruflé (harmonie), Noël Gallon (contrepoint et fugue), Darius Milhaud (composition) et Jean Rivier (composition également). Elle obtient en ce Conservatoire de Paris des premiers prix en composition et orchestration en 1965 et auparavant, en harmonie, contrepoint et fugue.
De 1966 à 1969, elle séjourne à la Villa Médicis de Rome, ayant gagné en 1965 le premier prix de Rome en composition musicale pour sa cantate Les Visions prophétiques de Cassandre (elle avait déjà gagné un deuxième second prix de Rome en 1963 pour son autre cantate Les Hommes sur la terre).
En 1971, au Conservatoire de Paris, elle succède à Pierre Lantier comme professeur de solfège, poste qu'elle occupe jusqu'en 2000. Parmi ses élèves, on peut nommer Luc Héry, Dominique Probst et Paul Wehage.
Le catalogue de ses compositions comprend notamment des pièces pour piano, de la musique de chambre (dont plusieurs œuvres avec harpe celtique, certaines sollicitées par Denise Mégevand), des concertos, trois poèmes symphoniques et de la musique vocale (dont un oratorio).

## Compositions (sélection)

### Pièces pour piano
- 1986 : Océanides, étude pour la main gauche
- 1997 : Tout l'or des nuits
- 2000 : Au vent d'ouest, suite en 3 mouvements
- 2004 : Never More, suite en 5 mouvements
- 2007 : Avec des éclats dorés d'espérance
- 2008 : 3 préludes
- 2013 : Double mixte, 4 pièces (coécrites par Jean-Thierry Boisseau)

### Autres pièces pour instrument solo
- 1979 : Pantomime pour flûte (ou ondes Martenot)
- 1981 : Calligramme pour saxophone (alto puis soprano)
- 1982 : Suite fantasque, 6 pièces pour harpe celtique
- 1986 : Phoinix pour saxophone
- 1987 : Madrépore pour harpe celtique ; Née du rire de l'éclair pour guitare
- 1994 : Oneiros pour violon
- 2009 : Des roses de Paestum à la rose des vents de Dougga pour guitare

### Musique de chambre
- 1961 : Fantasio pour 2 pianos
- 1963 : Quatuor à cordes
- 1969 : Inter silentia pour trompette (ou cornet) et piano
- 1972 : 6 pièces pour trompette et piano (ou orgue)
- 1978 : Tétrapyle, 4 mouvements pour quatuor de saxophones et piano
- 1979 : Lyre d'étoiles, nocturne pour trio à cordes (et récitant facultatif) ; Caprice d'une chatte anglaise pour 2 guitares
- 1980 :  Ce que pensent les étoiles pour quatuor de percussions
- 1981 : Accordance pour harpe celtique et hautbois (ou harpe et flûte)
- 1982 : Cristaux, 4 pièces pour mandoline et harpe celtique (ou mandoline et guitare)
- 1983 : Thrène pour quatuor de tubas
- 1984 : Les Chants du sommeil et de la mort pour flûte, alto et harpe celtique ; Incandescence pour saxophone baryton et piano ; Ophiucus V.P.8B pour guitare et alto
- 1986 : Gémeaux I et II pour deux quatuors de saxophones ; Plus souple que l'eau pour ondes Martenot et percussion
- 1987 : Vision flamboyante pour violon et piano
- 1988 : Tout l'azur pour émail pour mandoline et guitare
- 1989 : Le Fascinateur pour récitant, harpe celtique, piano et percussion ; Le Tambour des dunes, 3 pièces pour harpe celtique, mandoline et guitare ; Petite Suite pour M. Ré Dièze et Mlle Mi Bémol pour 12 saxophones
- 1994 : Aréthuse, 5 pièces pour flûte en sol et harpe celtique (ou grande harpe)
- 1996 : Pour le tombeau de Memnon pour violon et piano
- 1997 : Ophiucus II pour mandoline, alto, harpe celtique et guitare ; Tout l'azur pour émail II, Née du rire de l'éclair II, Caprice d'une chatte anglaise II et Des grains de sable d'or aux mains II, 4 pièces pour mandoline, harpe celtique et guitare
- 2004 : Le Chemin qui mène aux étoiles pour contrebasse et piano
- 2006 : À travers le silence amical de la lune (per amica silentia lunae) pour flûte et guitare
- 2008 : De bronze et de lumière pour serpent et piano ; Dans l'or vibrant du désert pour violon et piano ; Boustrophédon ou tant de strideurs étranges, quintette pour flûte, clarinette, violon, violoncelle et piano ; Quintette pour piano et quatuor à cordes ; Le Visionnaire pour alto, saxophone alto et piano
- 2011 : A Thing of Beauty Is a Joy for Ever (4 parties) pour saxophone et piano (ou saxophone et orgue, ou saxophone et petit orchestre à cordes)
- 2012 : Bestiaire, 5 croquis pour récitante, harpe celtique, guitare et mandoline ; Le cor éclate et meurt, renaît et se prolonge, 2 pièces pour cor et piano ; Clair-obscur pour ondes Martenot, marimba et 10 serpents
- 2013 : Sur trois marches de marbre rose pour flûte, alto et violoncelle ; Oiseau-lyre, 3 pièces pour flûte et trio à cordes
- 2014 : Lynx pour flûte et piano

### Musique pour orchestre

#### Œuvres concertantes
- 1966 : Concerto pour un poème inconnu pour piano et orchestre et cordes (avec ondes Martenot facultatives)
- 1968 : Le Chant des mondes « Evren dile geldi », poème symphonique avec piano principal et récitant
- 1969 : Fragor, poème en 6 mouvements pour 2 pianos
- 1983 : Vibration pour harpe celtique et orchestre à cordes ; Moires pour sextuor d'ondes Martenot et orchestre à cordes
- 1988 : Des grains de sable d'or aux mains, concerto pour guitare et orchestre à cordes
- 1990 : Aeterno certamine pour alto, violoncelle et orchestre à cordes (avec percussion)
- 1992 : Odi et amo (en 3 mouvements) pour violon
- 1993 : Chimères, concerto pour mandoline et orchestre à cordes
- 1994 : Poème pour violon (en 3 mouvements)
- 1995 : Le retour de Quetzalcoatl, poème symphonique pour violoncelle
- 2000 : Seuls tes yeux demeurèrent pour violon
- 2007 : 6 poèmes pour piano principal
- 2009 : Quand les astres du matin chantaient en chœur, concerto pour piano avec récitant
- 2010 : Concerto pour violoncelle et petit orchestre
- 2011 : Ces hautes mélodies dans le Paradis que nous avons perdu, concerto pour alto et violoncelle

#### Autres œuvres
- 1966 : 6 pièces brèves
- 1970 : Sidérales (avec récitant facultatif)
- 1977 : Hapax, 4 chants
- 1999 : Luminet 1991 PH8 pour orchestre d'harmonie (orchestration révisée en 2009 par Paul Wehage)
- 2008 : De Rerum natura - Le Chant des étoiles (avec récitant) (œuvre commencée en 1971)
- 2010 : Le Livre de l'harmonie du monde, poème symphonique

### Musique vocale
- 1962 : La Nuit de Maldoror pour soprano, violoncelle et piano
- 1963 : Les Hommes sur la terre, cantate du prix de Rome
- 1965 : Clamavit, oratorio pour récitant, soprano, chœurs et orchestre ; Les Visions prophétiques de Cassandre, cantate du prix de Rome
- 1966 : La Nuit du fossoyeur (Aube morte), poème lyrique pour baryton et orchestre
- 1967 : Hommage à Signorelli pour soprano, piano, ondes Martenot et 2 percussions
- 1970 : Les Mains pour 12 voix et 12 instruments
- 1982 : Anamnèse pour mezzo-soprano et alto (ou ondes Martenot)
- 1996 : Anamnèse II pour mezzo-soprano, alto et orchestre
- 2003 : Ciels, Rondel et Le Bois amical, 3 pièces pour chœurs, orchestre et orgue
- 2006 : Poème de Jade, 7 pièces pour baryton, flûte et orchestre
- 2009 : Perles d'Ambre, vocalise pour voix de femme et orchestre

## Distinctions (sélection)
- Prix de Rome en composition musicale :
  - En 1963 : 2e second prix, pour la cantate Les Hommes sur la terre ;
  - Et en 1965 : 1er prix, pour la cantate Les Visions prophétiques de Cassandre.